# 捍卫自由律师团
捍卫自由律师团（Lawyers for Liberty）是由一群马来西亚律师所组成的维权律师团队，旨在捍卫自由人权，推动司法改革，维护马来西亚国民权利。
这个律师团处理各种涉及马来西亚国民人权遭侵犯的课题，如警方滥权、嫌犯在扣留所死亡或遭到虐待案件、警方不合程序开枪射杀嫌犯案件、政治异议分子遭执法官员逮捕和起诉案件，为这些案件中的当事人或当事人家属提供法律援助。
过去曾得到捍卫自由律师团支援的有社运组织成员、学运领袖、马来西亚在野党领袖、政治漫画家、异议部落客、国外政治难民等等。

## 关注课题
捍卫自由律师团积极投入公民教育工作，通过各种管道增进国民的人权常识。他们高度关注马来西亚国内的各种司法课题，监督司法改革进程，也参与推动废除死刑、捍卫媒体自由、维护动物权利等运动。

## 外部衔接
- 捍卫自由律师团